# فليمنيغ راسموسن (رافع أثقال)
فليمنيغ راسموسن هو رافع أثقال ‏ دنماركي، ولد في 12 مارس 1968 في سيلكيبورج في مملكة الدنمارك.